# Типографская литера

Тип литеры Н

Типографская ли́тера (от лат. littera — буква) — прямоугольный брусок из сплава гарт, дерева или пластмассы. Пластмассовые литеры не нашли широкого применения.
Гарт (от нем. Härtblei — твёрдый свинец) — сплав свинца, сурьмы и олова, употребляемый для отливки типографского шрифта, элементов машинного набора и стереотипов (литер, строк и т. п.). Иногда сплав содержит до 1% меди.
На верхнем торце каждого бруска литеры находится рельефное зеркальное изображение (чаще одной, реже нескольких — лигатура или логотип) буквы, знака или элемента украшения.
В связи с переходом на компьютерный набор литеры выпали из производственного типографского процесса и за ненадобностью утилизовались.
В арт-проекте Максима Гурбатова и Анны Чайковской «Книга Букв» типографские литеры (деревянные и отчасти гартовые) использованы в качестве основного художественного материала. Проект состоит из 49 объемно-пространственных композиций и текстов к ним.

## Описание частей литеры

### Очко литеры
Очко́ — верхняя торцовая часть головки литеры или печатающих элементов наборной формы, стереотипа. Представляет собой зеркальное изображение буквы или знака; в общем смысле — изображение любого печатающего знака текстовой формы на бумаге.